# Agustín Argüelles
Agustín de Argüelles Álvarez (Ribadesella, 18 de agosto de 1776 - Madrid, 26 de marzo de 1844), apodado «el Divino» por su oratoria durante las Cortes de Cádiz, fue un abogado, político y diplomático español. Fue presidente de las Cortes en 1841 y tutor de la reina Isabel II.

## Biografía
Fue hijo segundón de José Antonio de Argüelles y Uría, mayorazgo en Ribadesella, y de Teresa Álvarez González, su segunda mujer. Estudió Derecho en la Universidad de Oviedo y su primera ocupación, en 1798, fue de familiar o paje del obispo de Barcelona, el asturiano Pedro Díaz Valdés, protegido de Pedro Rodríguez de Campomanes y Gaspar Melchor de Jovellanos.
En 1800 se trasladó a Madrid, donde gracias a su dominio del inglés se empleó en la Secretaría de Interpretación de Lenguas. En 1805 Argüelles estuvo empleado como oficial agregado en la Contaduría General de la Secretaría de Estado y del Despacho de Hacienda.
En 1806, el valido de Carlos IV, Manuel Godoy, le envió a Londres como embajador especial para que trabase conversaciones con el Gobierno británico de cara a plantear una alianza contra Napoleón Bonaparte. Estuvo durante tres años realizando discretas labores diplomáticas que no consiguieron su objetivo. La estancia en Londres fue decisiva en la formación parlamentaria de Argüelles, dada su asistencia asidua a las sesiones del parlamento. Estableció buenas relaciones de amistad con políticos ingleses del partido liberal, especialmente con el diputado e hispanista Lord Holland, del que más tarde fue bibliotecario.
En 1808, a raíz del levantamiento español contra las tropas napoleónicas, regresó a España a requerimiento de su paisano Gaspar Melchor de Jovellanos y se estableció en Sevilla, ciudad no ocupada por los franceses donde tenía su sede la Junta Suprema Central. Fue secretario de la Junta de Legislación, cuyos trabajos anticiparon los de las Cortes de Cádiz, y después diputado por Asturias a dichas cortes, donde participó activamente en la redacción de la primera constitución española, destacando por sus intentos de abolición de la esclavitud y por su oposición al tormento como prueba judicial. Debido a su oratoria vibrante y emotiva sería apodado «el Divino».

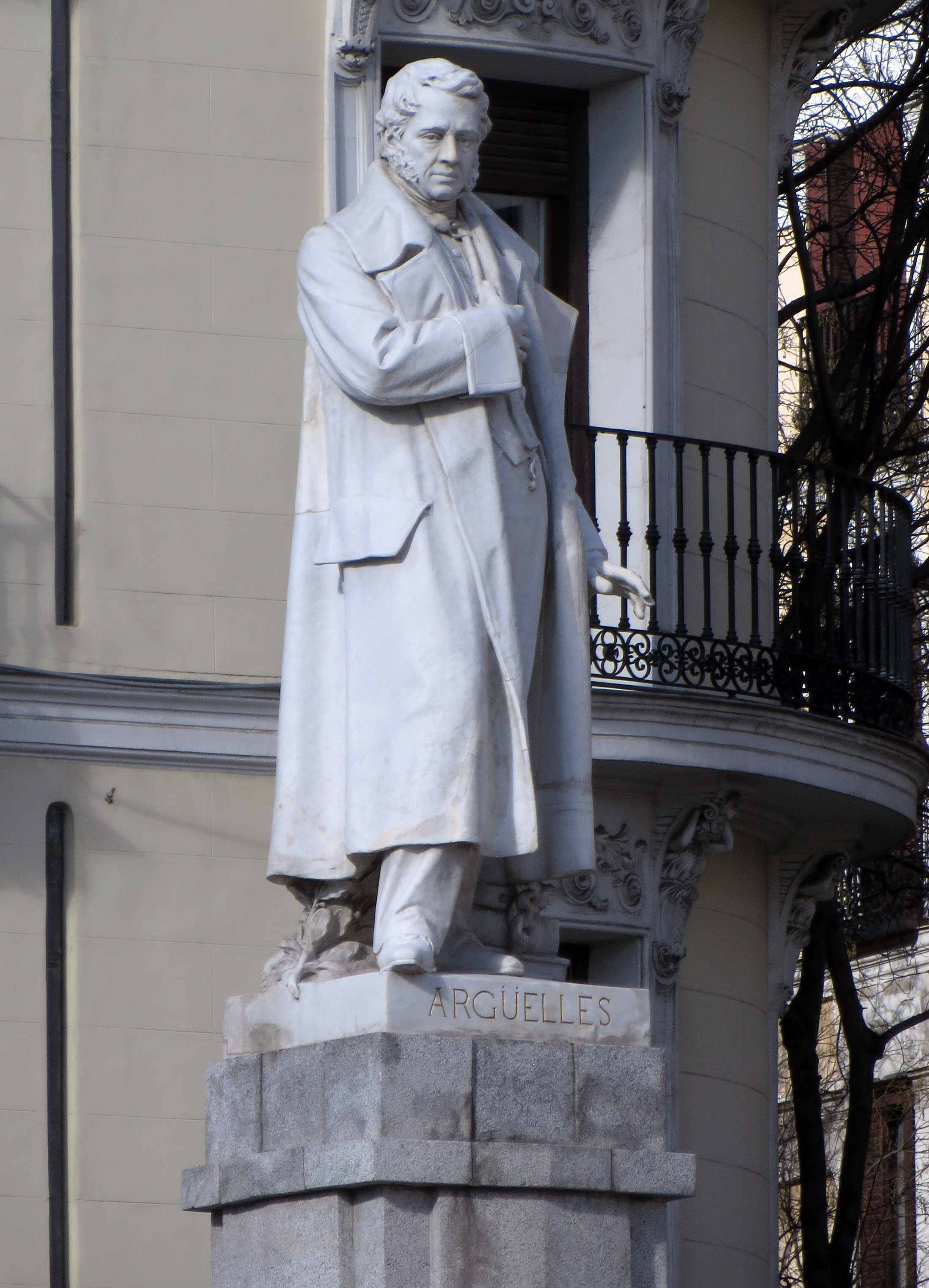
Monumento a Argüelles en Madrid, por José Alcoverro. 1902.

Con la vuelta de Fernando VII a España y la restauración absolutista, Argüelles fue enviado como presidiario a Ceuta en 1814 y al año siguiente a la localidad mallorquina de Alcudia, en cuya prisión pasaría cinco años. Rehabilitado tras el pronunciamiento de Riego y la vuelta al régimen constitucional, fue uno de los líderes de los moderados y fue nombrado secretario del Despacho de Gobernación de la Península e islas adyacentes, es decir, Ministro de la Gobernación. Como tal, era responsable de una posible represión política contra los absolutistas, pero rechazó está posibilidad y fomentó el perdón y el olvido, buscando la reconciliación nacional.
En 1822 dejó el Ministerio y regreso por un tiempo a Asturias, para visitar a su familia. Fue investido como doctor honoris causa por la Universidad de Oviedo, su antigua Facultad de Filosofía y Jurisprudencia. En esa época se reconcilió con el General Riego y volvió a ser elegido diputado por Asturias. 
Al caer el gobierno liberal en 1823, se exilió en Inglaterra. Allí sobrevivió como bibliotecario de Lord Holland, con quien mantenía amistad desde la embajada especial que había desempeñado en el Reino Unido por órdenes de Godoy dos décadas antes. En el exilio escribió su principal obra teórica, Examen histórico de la reforma constitucional en España, que vería la luz en Londres en 1835 y en la que explicaba y justificaba la reforma política de las Cortes de Cádiz. En su exilio de diez años en Londres tuvo bastantes dificultades económicas, ya que no aceptó las ayudas que proporcionaban el gobierno inglés y las organizaciones humanitarias a los exiliados. 
Tras la muerte de Fernando VII, regresó a España en 1834, participando en la redacción de la constitución de 1837. Fue elegido diputado por Asturias y, tras perder la votación en las Cortes Generales frente a Baldomero Espartero para ser elegido regente de España, fue nombrado por este preceptor o Tutor de Isabel II y su hermana Luisa Fernanda durante su minoría de edad. La caída de Espartero en 1841 provocó también la de Argüelles que presentó la renuncia al cargo al Gobierno presidido por Joaquín María López.
En 1844 volvió a ser elegido diputado, aunque esta vez por Madrid, y ese mismo año falleció en su domicilio de un ataque de apoplejía. Su entierro reunió a una gran cantidad de personas, más de 50.000 según Fernández de los Ríos, y fue enterrado en el antiguo cementerio de San Nicolás, entre discursos y versos, como el último pronunciado por el poeta Eduardo Asquerino.
Doce años después de su muerte, el Ayuntamiento de Madrid bautizó con su nombre a uno de los barrios del Ensanche de Madrid, el que se edificó en la parte alta de la Montaña del Príncipe Pío. El barrio fue levantado entre 1856 y 1884. Desde 1902, con motivo de las festividades por la coronación de Alfonso XIII, se levanta en su honor una estatua esculpida en mármol por el catalán José Alcoverro.

## Vida masónica
Agustín de Argüelles fue designado Soberano Gran Comendador del Supremo Consejo del grado 33 para España del Rito Escocés Antiguo y Aceptado. Según Vicente Guarner habría sido el segundo en ocupar dicho cargo, aunque otros autores como F.T.B. Clavel y Paul Naudon consideran que antes de él, en 1813, lo ostentó Beraza.